# Humoreske for piano
Humoreske for piano (Humoresque voor piano) is een compositie van Hjalmar Borgstrøm. Het wordt gezien als een van de eerste werken die deze Noorse componist op papier zette. 
Borgstrøm schreef het korte werkje nog onder zijn werkelijke naam Hjalmar Jensen. Het verscheen in 1889 in drukvorm (wellicht al 2e druk), maar was al eerder gecomponeerd. Jensen wijzigde zijn naam in 1887 in Borgstrøm.
Het is opgedragen aan de vrouw van kamerheer Knudtzon.